# Neotoma chrysomelas
Neotoma chrysomelas é uma espécie de roedor da família Cricetidae.
Pode ser encontrada nos seguintes países: Honduras e Nicarágua.